# Junas
Junas ist eine französische Gemeinde mit 1260 Einwohnern (Stand 1. Januar 2022) im Département Gard in der Region Okzitanien.

## Geografie
Junas liegt 20 Kilometer südwestlich von Nîmes und 26 Kilometer nordöstlich von Montpellier. Der Ort stellt den Randbereich der Landschaft Vaunage dar und wird im erweiterten Sinn zu dieser dazugezählt; er befindet sich zwischen der Mittelmeerküste im Süden und dem nördlich beginnenden Cevennenvorland. Das Gemeindegebiet wird vom Fluss Vidourle sowie den Bächen Corbières und Courchamp durchflossen. Dabei bildet der Vidourle über einige Kilometer die Kommunal- und Départementsgrenze zum im Südwesten angrenzenden Département Hérault.
Die Nachbargemeinden von Junas sind Villevieille im Norden, Congénies im Nordosten, Aubais im Osten, Saint-Sériès im Süden, Boisseron im Südwesten und Sommières im Westen.

### Infrastruktur
Durch lokale Straßen bestehen Verbindungen zu den benachbarten Orten. Über Sommières verlaufen die regionalen Verkehrsachsen D6110 ins nördlich gelegene Alès sowie die D610 ins südlich gelegene Montpellier.

## Kultur und Geschichte

### Geschichte
Der heutige Ort geht vermutlich auf das 12. Jahrhundert zurück, als es sich noch um eine festungsähnliche Anlage handelte. Sie besaß zwei bis heute erhalten gebliebene Zugänge und war durch Vorkehrungen wie Schießscharten an den Häusern gesichert. Es waren vor allem Adlige aus umliegenden Orten wie Le Cailar und Aubais, die die Herrschaft über Junas innehatten. Die Größe blieb jedoch begrenzt, sodass sich die Bevölkerung bei einer Zählung um das Jahr 1384 auf fünf Familien, also zwischen 20 und 80 Personen, beschränkte. Hinzu kam, dass die Region schwer von der Pestwelle 1348/49 sowie von mehreren Hungersnöten zwischen 1350 und 1450 getroffen wurde. Im Mittelalter stand bei der Landwirtschaft der Anbau von Getreide im Fokus, während der Weinbau weitgehend unbedeutend blieb. Zusätzlich wurden kleine Gärten zum Gemüseanbau verwendet. Daneben verfügte das mittelalterliche Dorf über eine oder zwei Mühlen, in denen die lokale Olivenernte verarbeitet wurde. Hingegen gibt es trotz der damaligen Bedeutung des Getreideanbaus keinerlei Hinweise auf eine entsprechende Mühle, sodass die Bauern auf auswärtige Mühlen angewiesen waren.
In der frühen Neuzeit wuchs Junas über seine Mauern hinaus und es entstanden drei Ansiedlungen außerhalb des Mauerrings. Es kam zu einem wirtschaftlichen Aufschwung, wodurch sich im Ortskern unter anderem zwei Fleischer, zwei Kneipen und ein Schmied ansiedelten. Vor allem entstand im Jahr 1482 am Ufer des Baches Corbières eine Getreidemühle. Einige Jahre vor der 1789 beginnenden Französischen Revolution wurde die gesamte Region von einer Wirtschaftskrise getroffen, was zu einer entsprechenden Ablehnung dem Ancien Régime gegenüber während der Revolution führte. Nachdem am 26. März 1792 ein Schiff mit 69 republikanischen Soldaten in der Rhône gesunken war, wurde Junas gemeinsam mit mehreren Nachbarorten zum Schauplatz von Aufständen und Gewaltakten, da die Verantwortung  für den Vorfall den königstreuen Royalisten zugeschrieben wurde. 1794 wurde der Weiler Gavernes, der südlich des Ortskerns liegt und von 1790  an eine eigenständige Gemeinde dargestellt hatte, nach Junas eingemeindet.
Als 1870 die Bahnverbindung zwischen Lunel und Ganges hergestellt wurde, erhielt Junas einen Bahnhof an der neuen Strecke. Dieser befand sich in anderthalb Kilometern Entfernung zum Ort und musste bis 1875 auf den Start des Schienenverkehrs warten. 1886 wurde er durch einen zweiten Bahnhof ersetzt, der mit 500 Metern Distanz noch näher an Junas lag und zusätzlich das einige Kilometer nördlich gelegene Aujargues mit im Namen trug.

### Bauwerke

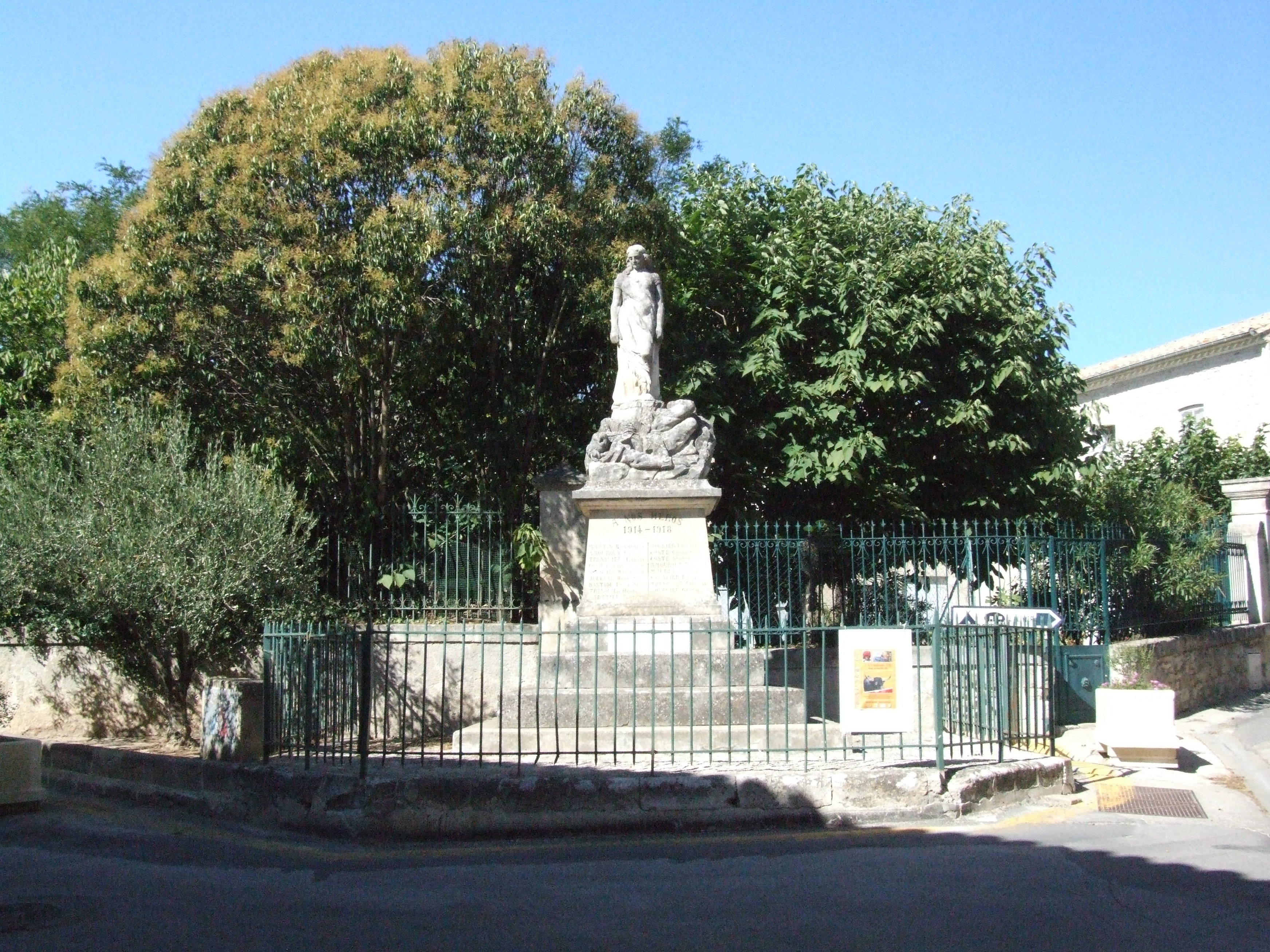
Kriegerdenkmal im Ortskern

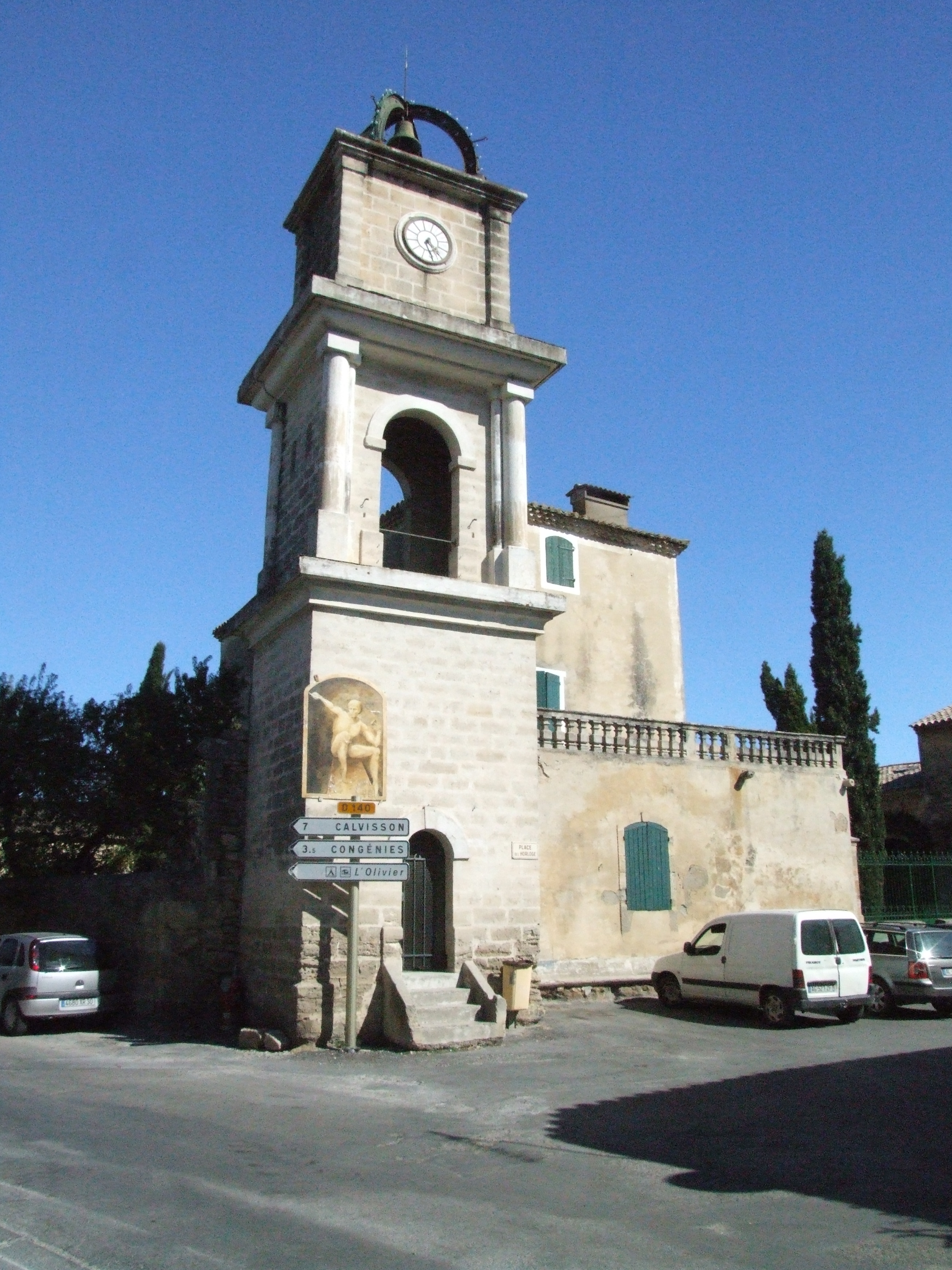
Der Uhrturm

Da Junas zu einer Region im stark katholisch geprägten Frankreich gehört, in der die protestantische Minderheit stark vertreten ist, besitzt der Ort eine Kirche letzterer Konfession. Während einer Phase, in der die Protestanten besonders unter Verfolgung zu leiden hatten, fiel das ursprüngliche Gebäude am 20. August 1685 den katholischen Gegnern zum Opfer und wurde zerstört. 1820 erfolgte der Wiederaufbau und der Glockenturm wurde gegen Ende des 19. Jahrhunderts ergänzt. Seine Errichtung wurde mit der Weihung der 1897 gegossenen Glocke abgeschlossen. Neben der Erfüllung religiöser Aufgaben ist das religiöse Gebäude auch Veranstaltungsort für künstlerische und musikalische Ereignisse. 2013 wurden verschiedene Renovierungsarbeiten durchgeführt.
Die Existenz einer katholischen Kirche im Dorf ist seit der Mitte des 12. Jahrhunderts belegt. Weil sie im Lauf der Zeit in einen sehr schlechten baulichen Zustand geraten war, wurde sie zwischen 1680 und 1686 neu gebaut. 1693 wurde sie von den hugenottischen Kamisarden in Flammen gesetzt, blieb aber weitgehend erhalten. Nachdem 1685 die protestantische Kirche zerstört worden war, nahm die ehemals katholische Kirche von 1703 an zeitweise die andere Konfession an. 1772 wurde die Glocke des Gebäudes entfernt und stattdessen im Uhrturm des Dorfes eingesetzt. Nach 50 Jahren ohne Glocke erhielt die Kirche 1822 eine neue.
Der Uhrturm im Ortszentrum entstand 1772 und wurde bei der Errichtung mit der Glocke der Kirche ausgestattet. 1927 wurde er durch einen Blitzeinschlag weitgehend zerstört und von 1928 bis 1929 wieder aufgebaut. Die Uhr selbst und ihr Mechanismus stammen aus dem Jahr 1880. Ein weiteres bedeutendes historisches Element sind Mauerreste der mittelalterlichen Schutzmauern, die in vielen Fällen in die Häuser integriert wurden. Im Umland sind die Überreste der Mühle aus dem späten 15. Jahrhundert erhalten. Das um 1850 stillgelegte Bauwerk gehört seit 2005 zum Besitz der Gemeinde.

### Steinbrüche von Junas

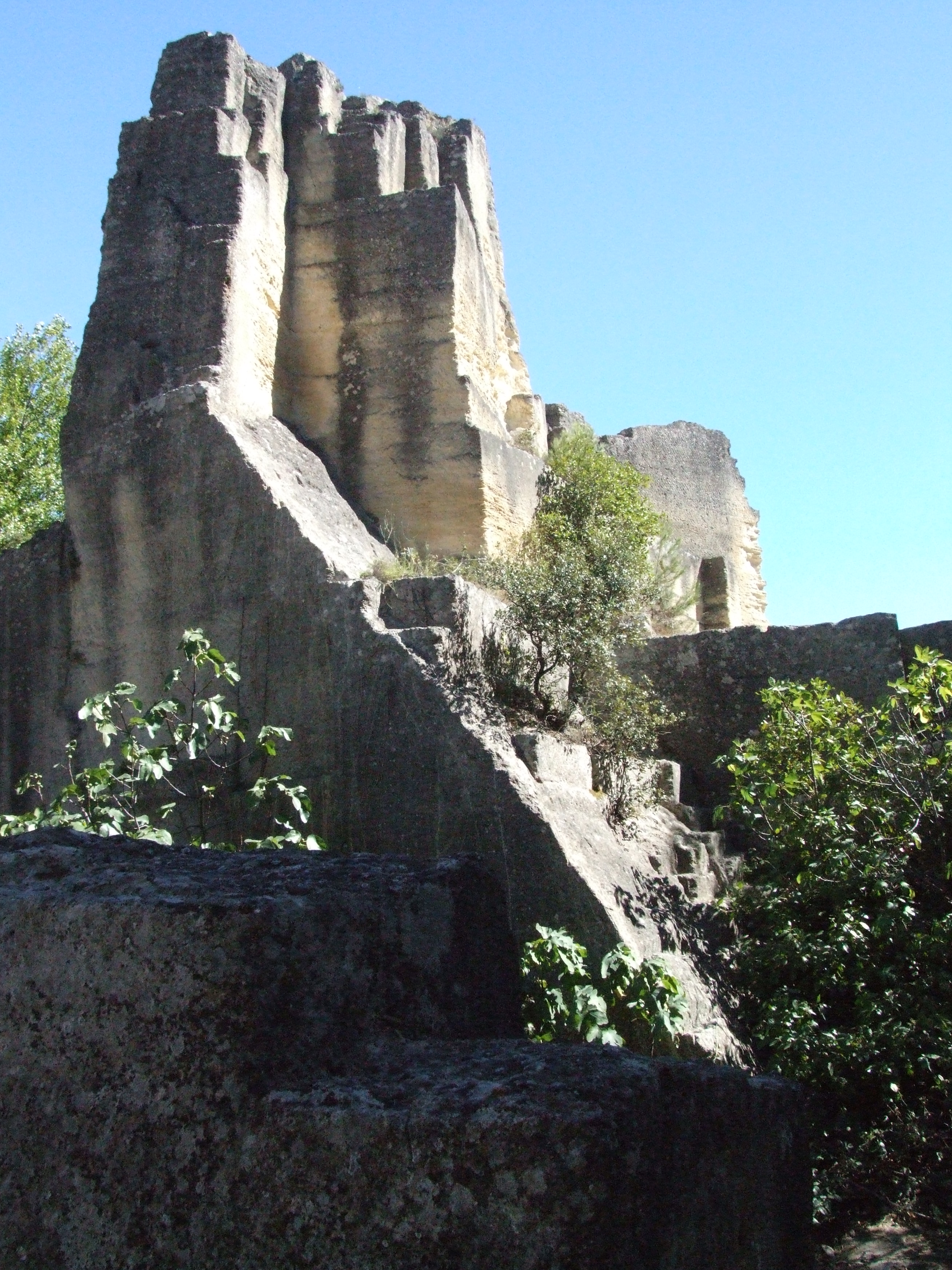
Die Steinbrüche von Junas

Außerhalb des Dorfkerns befinden sich mehrere Steinbrüche, deren Gründung auf die Frühphase der um 120 vor Christus beginnenden Zeit der römischen Besatzung zurückgeht. Sie tragen den Namen carrières du Bon Temps, was auf ihre Lage in dem tief gelegenen Gebiet namens Bon Temps zurückgeht. In den rund 2000 Jahren ihres Bestehens wurden die Steinbrüche zu Lieferanten für den Städtebau in Orten wie Le Vigan, dem benachbarten Sommières und Aigues-Mortes, wo die Steine aus Junas einen Teil der Stadtbefestigung ausmachen. Vermutlich gehörten sie in der Feudalzeit dem jeweiligen Herren über den Ort, bevor sie wohl im Verlauf der Französischen Revolution in den Besitz der Kommune übergingen. Gesichert ist, dass die Gemeindeverwaltung sie 1845 an den Meistbietenden verpachtete. Zwar liegt die genaue Intensität der Nutzung in den verschiedenen Epochen weitgehend im Dunkeln, doch belegt ein Dokument von 1868, dass es zur damaligen Zeit 40 festangestellte Arbeiter in den Steinbrüchen gab und die jährliche Fördermenge bei geschätzten 12.000 Tonnen lag. Nachdem der Betrieb in der Mitte des 20. Jahrhunderts aufgegeben wurde, dienen sie heute als Naherholungsgebiet und bieten Platz für Kulturveranstaltungen.
In Anlehnung an die Steinbrüche finden jährlich so genannte rencontres de la Pierre (Steintreffen) statt, bei denen es sich um sportliche Spiele in Zusammenhang mit der lokalen Steinproduktion handelt. In deren Rahmen entstand 2003 die Idee zum Bau eines Pavillons. Dieser wurde die nachfolgenden Jahre über konstruiert und 2011 eingeweiht. Er enthält fünf Bögen sowie eine Steinkuppel, erreicht eine Höhe von vier Metern bei einem Gewicht von 35 Tonnen und trägt den Namen kiosque de Junas.

### Kultur
Seit 1993 ist Junas der Austragungsort eines Jazz-Festivals, das jährlich in der dritten Juliwoche stattfindet. Am ersten Juniwochenende wird das Patronatsfest des Dorfes zelebriert, wobei unter anderem ein Stierlauf veranstaltet wird. Darüber hinaus existiert ein eigener Sportverein, der insbesondere Fußball für Kinder anbietet. Am 1. Mai wird alljährlich ein von der Gemeinde organisierter Sporttag durchgeführt.

## Bevölkerungsentwicklung
| Jahr      | 1962 | 1968 | 1975 | 1982 | 1990 | 1999 | 2010 | 2017 |
| --------- | ---- | ---- | ---- | ---- | ---- | ---- | ---- | ---- |
| Einwohner | 316  | 321  | 363  | 518  | 648  | 721  | 1089 | 1107 |

Im Jahr 1793 wurde die Gemeinde von 580 Menschen bewohnt. Die Zahl erlebte in der nachfolgenden Zeit Schwankungen, blieb mit 548 Einwohnern im Jahr 1901 aber ungefähr auf ihrem Niveau. Zu Beginn des 20. Jahrhunderts kam es jedoch zu einem Bevölkerungsschwund, der mit dem Zweiten Weltkrieg noch zunahm, sodass 1946 nur noch 361 Bewohner erfasst wurden. In den 1970er-Jahren fand eine Trendwende hin zu einem starken Wachstum statt, wodurch sich die Zahl innerhalb weniger Jahrzehnte vervielfachte und einige Jahre nach dem Beginn des 21. Jahrhunderts die 1000-Einwohner-Marke überschritt.

## Persönlichkeiten
Der 1980 verstorbene Schriftsteller und Philosoph Jean-Paul Sartre verbrachte in den 1970er-Jahren mehrere Urlaube in Junas, wo seine Adoptivtochter Arlette Elkaïm-Sartre ein Haus besaß.